# Fjodor Amossow
Fjodor Amossow (russisch Фёдор Амосов; * im 18. Jahrhundert; † im 18. Jahrhundert) war ein russischer Seefahrer und Polarforscher.

## Leben
Amossow, Sohn eines Bojaren, bemühte sich, die Medweschji-Inseln (Bäreninseln) und weitere Inseln in der Ostsibirischen See zu erforschen. Er kam 1723 nach Jakutsk und schlug die Suche nach einer ihm bereits bekannten Insel zwischen Jana und Indigirka vor. Sein Vorschlag wurde angenommen, sodass er sich mit einigen Männern zur Kolyma-Mündung begab, um von dort in See zu stechen. Der Unternehmer Iwan Wilegin erzählte ihm dort, dass er 1720 auf einer großen Insel oder Halbinsel gewesen sei, die sich von der Jana bis zur Kolyma erstrecke und bei klarem Wetter von der Tschukotschja, einem Mündungsarm der der Kolyma, zu sehen sei. Das dicke Eis in der Kolyma-Mündung verhinderte die Ausfahrt, sodass Amossow es über 200 Werst weiter östlich versuchte, wo die Schelagi, ein Tschuktschen-Stamm, lebten. Auch hier verhinderten das Eis und widrige Winde die Ausfahrt, sodass er ohne Erfolg nach Jakutsk zurückkehrte.
Johann Christian Stuckenberg nannte Amossow einen der letzten russischen Seefahrer, die Fahrten zur geheimnisvollen großen Bäreninsel im Eismeer zwischen den Mündungen der Kolyma und der Indigirka unternahmen.
Der Kamtschatka-Kommandant Timofei Schmalew erfuhr von Tschuktschen, dass es gegenüber dem Kap Schelagski eine bewohnte Insel gebe, die im Winter in einem Tag mit Rentieren über das Eis erreicht werden könne. Die Existenz der Medweschji-Inseln wurde 1789 von dem Hydrographen Gawriil Sarytschew bestätigt.